# 打印机

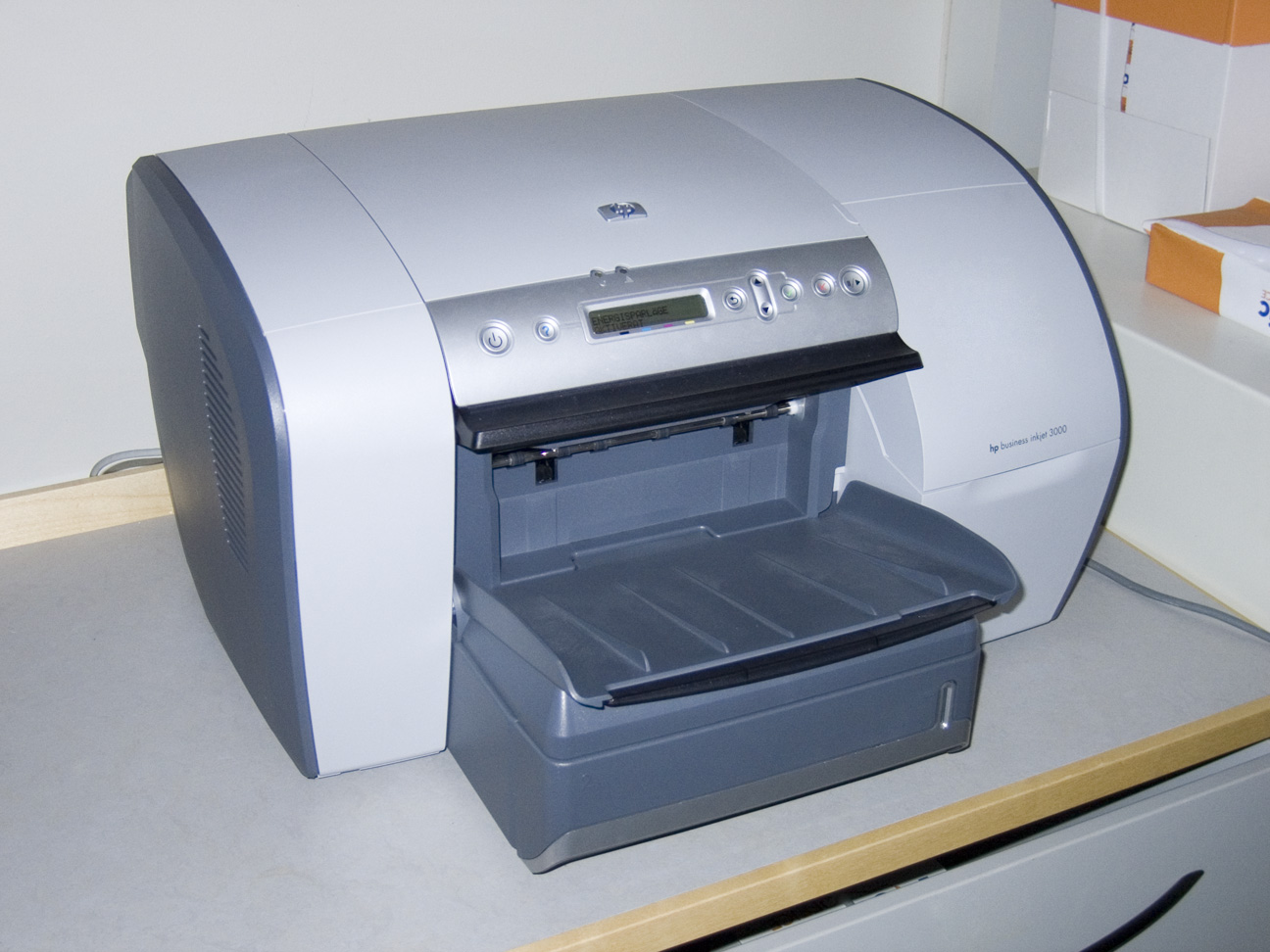
HP business inkjet3000 工作组级喷墨打印机

打印机是電腦输出设备的一種，可以将電腦内储存的資料按照文字或影像的方式永久的输出到纸张、透明胶片或其他平面媒介上。

## 单色和彩色打印机
单色打印机只能包含一种颜色的图片，通常是黑色，有些单色打印机也可以打印灰階影像。彩色打印机可以打印包含各种色彩的图片。照片打印机是一种彩色打印机，可以生成模拟全色域的图片，成为除印刷方法以外的另一种大量生成照片的办法。

## 分类
由于大部分打印媒介是纸，所以打印机是根据把影像印在纸上的方法进行分类的：

### 激光式打印机

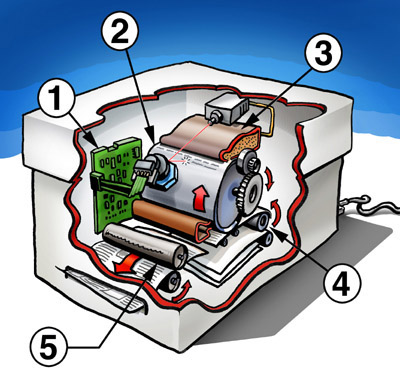
雷射印表機構造的碳粉成像原理
1.控制電路
2.發光二極體照射頭
3.碳粉夾
4.進紙捲軸
5.出紙捲軸

激光打印机可以把碳粉印在媒介上，这种打印机具有最佳的成本优势的输出效果，尤其是针对家庭和办公的单色打印机，激光打印机占有统治地位。另一种基于碳粉的打印机是LED打印机，它是采用发光二极管代替激光泡来生成墨粉图案。

### 喷墨式打印机

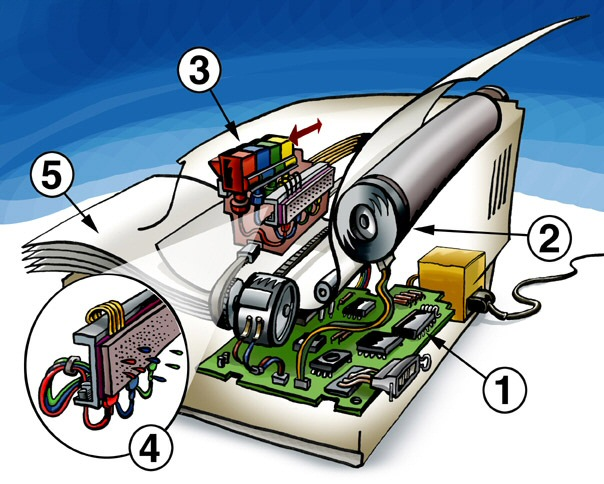
噴墨印表機構造成像原理
1.控制電路
2.紙軸
3.墨水組
4.噴嘴
5.紙架

喷墨打印机可以把数量众多的微小墨滴精确的喷射在要打印的媒介上，对于彩色打印机包括照片打印机来说，喷墨方式是绝对主流。由于喷墨打印机可以不仅局限于三种颜色的墨水，现在已有六色甚至七色墨盒的喷墨打印机，其颜色范围早已超出了传统CMYK的局限，也超过了四色印刷的效果，印出來的照片已經可以媲美傳統沖洗的相片，甚至有防水特性的墨水上市。
根据其喷墨方式的不同，可以分为热泡式（Thermal Bubble）喷墨打印机及压电式（Piezoelectric）喷墨打印机两种。惠普、佳能和利盟公司是采用的是热泡式技术。而爱普生使用的是压电喷墨式技术。这两种技术分别有不同的工作原理。

### 击打式打印机
击打式打印机是依靠强力的冲击把墨转印在媒介上，类似于打字机，它只能打印纯文本。菊瓣字轮式打印机是一种特殊的击打式打印机，它的铅字模围绕着一个轮子的边缘。高尔夫球打印机和菊瓣字轮式打印机很相似，只是字模不但是圆环状分布，而是分布于一球形的表面上方，因此可以容纳更多的字模图案。

### 点阵式打印机
点阵式打印机又称针式打印机，它是依靠一组像素或点的矩阵组合而成更大的影像，点阵式打印机是运用了击打式打印机的原理，用一组小针来产生精确的点，比击打式打印机更先进的是，它不但可以打印文本，还可以打印图形，但是打印文本的质量通常要低于采用单独字模的击打式打印机。在噴墨印表機普及後，點陣式印表機只剩下發票等需使用複寫紙列印的文件單據等使用。

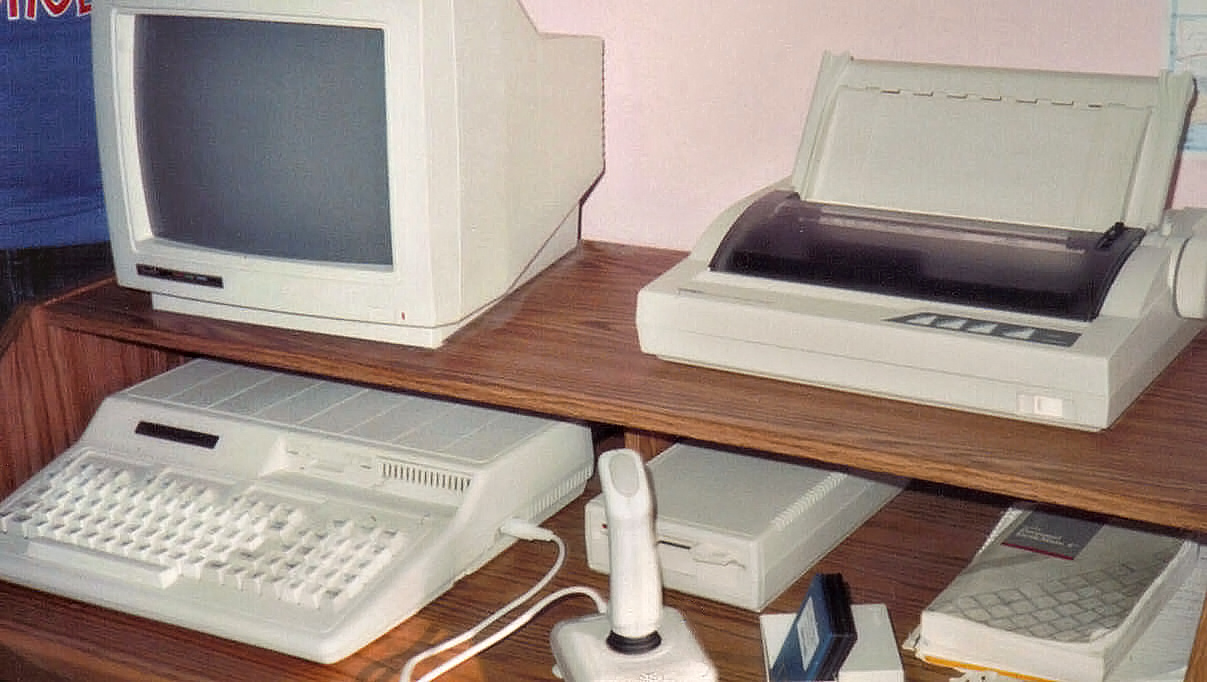
Tandy 1000型电脑（左）和Tandy DMP-133点阵式打印机（右上）

### 行式打印机
行式打印机正如其名，一次可以打印一整行文字。这种打印机又分为两种。一种是“鼓式打印机”，即圆柱上的每个环都装有所有要打印的字符，原理类似盖日期的数字图章，这样就可以一次打印一行。另一种是“链式打印机”（也叫火车打印机），是把各种字符放在可以上下滑动的链子上，需要那个字符就把它滑动到要打印的行上。不管是哪一种打印机，在打印的时候都是击槌击打纸的背面，同时字模和色带正垫好在上方，打完一行纸张向上走再打下一行，击槌击打的是纸而不是字模，这一点和一般击打式打印机把字模往纸上击打是不同的。

## 連接方式
印表機與電腦連接的方式有多種，1970年代至2000年代以並行埠為主，2010年代之後，USB取代並行埠成為主流連接方式。一些印表機內建乙太網路連接埠或Wi-Fi，使得一部印表機可讓多部電腦透過TCP/IP、LPD、IPX、SMB或AppleTalk等通訊協定連接。對於沒有網路連結能力的印表機，也可透過列印伺服器提供網路連結列印。

## 知名印表機製造商
- 富士施乐（FujiXerox）
- 兄弟（Brother）
- 惠普（HP）
  - 三星電子（SAMSUNG）（2017年被收购）[1]
- 愛普生（Epson）
- 佳能（Canon）
- 利盟（Lexmark）
- 奔图（Pantum）
- 汉印
- 夏普